# Astronesthes psychrolutes
Astronesthes psychrolutes is een  straalvinnige vissensoort uit de familie van Stomiidae. De wetenschappelijke naam van de soort is voor het eerst geldig gepubliceerd in 1965 door Gibbs & Weitzman.